# 神保氏張
神保 氏張（じんぼう うじはる）は、戦国時代から安土桃山時代にかけての武将。氏春、氏晴とも。清十郎、安芸守、宗五郎。越中国守山城城主、能登国勝山城城主。越中国古国府城城主。神保長住と混同されることがあるが別人である。

## 生涯

### 成政の越中入封まで
出自ははっきりしない。大永8年（1528年）生まれ。
『寛政重修諸家譜』では、神保氏純（越中守）の養子、畠山義隆（左衛門佐。畠山義則の子）の二男と記されている。母は某氏。神保氏重の子という説もある。
神保長職との系譜関係は明らかではないが、長職とは敵対関係にあり、氏張は能登畠山家臣の温井氏、越中一向一揆と連携し、越後上杉氏に敵対したため、長職に知行を没収されている。長職の死後、織田信長に接近して誼を通じる。
氏張は守山城を本拠とし、一時は富山城を占拠し、上杉方の魚津城まで攻めたことがある。天正4年（1576年）、上杉謙信に攻められて守山に退いた。天正5年（1577年）、謙信に服属した。
天正6年（1578年）3月、謙信が急死する。これにより再び信長に接近し、神保長住や能登の長連龍らと共に織田氏の越中・能登平定に協力した。同年11月、上杉方に攻められた長連龍が氏張に援助を求め、信長の命により、佐々長秋らとともにこれを助けた。天正7年（1579年）、連龍は、氏張の妹と婚した。
天正9年（1581年）、氏張は、信長の妹（神保・稲葉夫人）を娶った。

### 佐々成政の越中入封後
天正7年（1579年）4月、上杉景勝が同家の内訌を制し、同年9月に武田勝頼と和し、織田勢との合戦の準備を整える。これに対して同年10月、信長は、佐々成政を越中一国に封じて景勝に当たらせた。氏張は、成政からの信頼が厚く、その娘が、氏張の子・清十郎に嫁いでいる。
天正11年（1583年）1月、羽柴秀吉は景勝と同盟を結び、柴田勝家・成政らに備えた。同年2月、氏張は成政の命で上杉方の魚津城を囲み、同年3月、成政と共に同城を落とした。同年4月、賤ヶ岳の戦いを経て、勝家は滅亡した。秀吉勢が加賀まで進攻してくると成政は降伏し、引き続き越中の支配に任じられた。
天正12年（1584年）、小牧・長久手の戦いが始まると、成政は徳川家康・織田信雄方につき、秀吉方の前田利家と対立。同年8月、成政の命により、氏張は能登に侵入し、勝山に拠り、羽咋の一向一揆と結んで前田勢と戦った。同年9月、末森城の戦いにおいて、神保父子は前田軍の後詰阻止の任を担っていたが果たせず敗北した。
一向一揆を味方につけるため、成政は氏張の進言により、同年（天正12年）11月、勝興寺の還住を許した。氏張は古国府の地を同寺に寄進した。天正13年（1585年）2月、氏張は専福寺に禁制を出して諸役を免じている。
同年（天正13年）4月、前田勢は菊池武勝の阿尾城を得た。同年6月、氏張は同城を攻めたが敗れている。同年8月、成政は秀吉に降伏した（富山の役）。

### 肥後移封後
天正15年（1587年）、九州征伐後、成政は肥後国を与えられ、氏張もこれに従った。しかし入封間もなく国人一揆が勃発し、氏張は隈本城籠城の指揮を執り城を守りきるなど奮戦するが、成政は一揆勃発の責任をとらされて切腹。佐々氏は改易となり、氏張は浪人の身となる。
天正17年（1589年）、徳川家康に仕え、のち下総国香取郡に2000石を与えられた。文禄元年（1592年）4月、家康の名護屋城出陣に際し、内藤信成に代わって江戸で留守を守った。
同年（文禄元年）8月5日、死去。65歳。法名は玄的。墓所は、香取郡伊能村の宝応寺（現・千葉県成田市伊能）。『千葉県香取郡誌』では、「神保武張墓」として「大須賀氏に寄り文禄元年八月某日卒し華巌院端山玄的と法諡す」と記している。宝応寺の所在地は「大須賀村伊能区」と記す。
子孫は旗本として存続した。

## 出自
本姓は惟宗氏。

## 子女
○出典：『寛政重修諸家譜』
- 女子 - 斎藤利基（伯耆守）の妻
- 氏則 - 清十郎、主馬佐。天正2年（1574年）12月、能登国で戦死（ただし、「末森記」には、天正13年（1585年）6月の記に「神保安芸守、子息清十郎」とある[16]）。妻は佐々成政の娘。
- 氏長 - 五郎兵衛。母は織田信秀の娘。文禄元年（1592年）、父の跡を継ぐ。

○『富山市史』では、氏張の子として「氏興」の名を記している（『大日本史料』からの引用）。